# Baixada Maranhense
Chama-se Baixada Maranhense a região a oeste e sudeste da ilha de Upaon-Açu (São Luís), formada por grandes planícies baixas que alagam na estação das chuvas, criando enormes lagoas entre os meses de janeiro e junho.
A Baixada Maranhense pode ser acessada por meio de um sistema de ferry-boats que liga a cidade de São Luís ao porto de Cujupe, em Alcântara, além de ligações rodoviárias (BR-222, MA-014, e outras) e ferroviárias (Ferrovia Carajás).
Foi designada como Sítio Ramsar em 2000. Representa o maior conjunto de bacias lacustres do Nordeste.

## Geografia
A Baixada Maranhense se localiza na região do entorno do Golfão Maranhense, e é formada por um relevo plano a suavemente ondulado com extensas áreas rebaixadas que são alagadas durante o período chuvoso, originando extensos lagos interligados, associados aos baixos cursos dos rios Mearim, Grajaú, Pindaré e Pericumã.

### Relevo
É um ambiente rebaixado, com formação sedimentar recente, com alguns relevos residuais, originando outeiros e superfícies tabulares cujas bordas decaem em colinas de variadas declividades.
A convergência dos cursos dos rios Mearim, Pindaré e Grajaú, associada aos movimentos transgressivos e regressivos do mar, modelou o ambiente deposicional que é preenchido pelo excedente de águas dos rios no período chuvoso, dando origem a extensas superfícies de lagos que influenciam a vida das comunidades residentes na região.

### Hidrografia

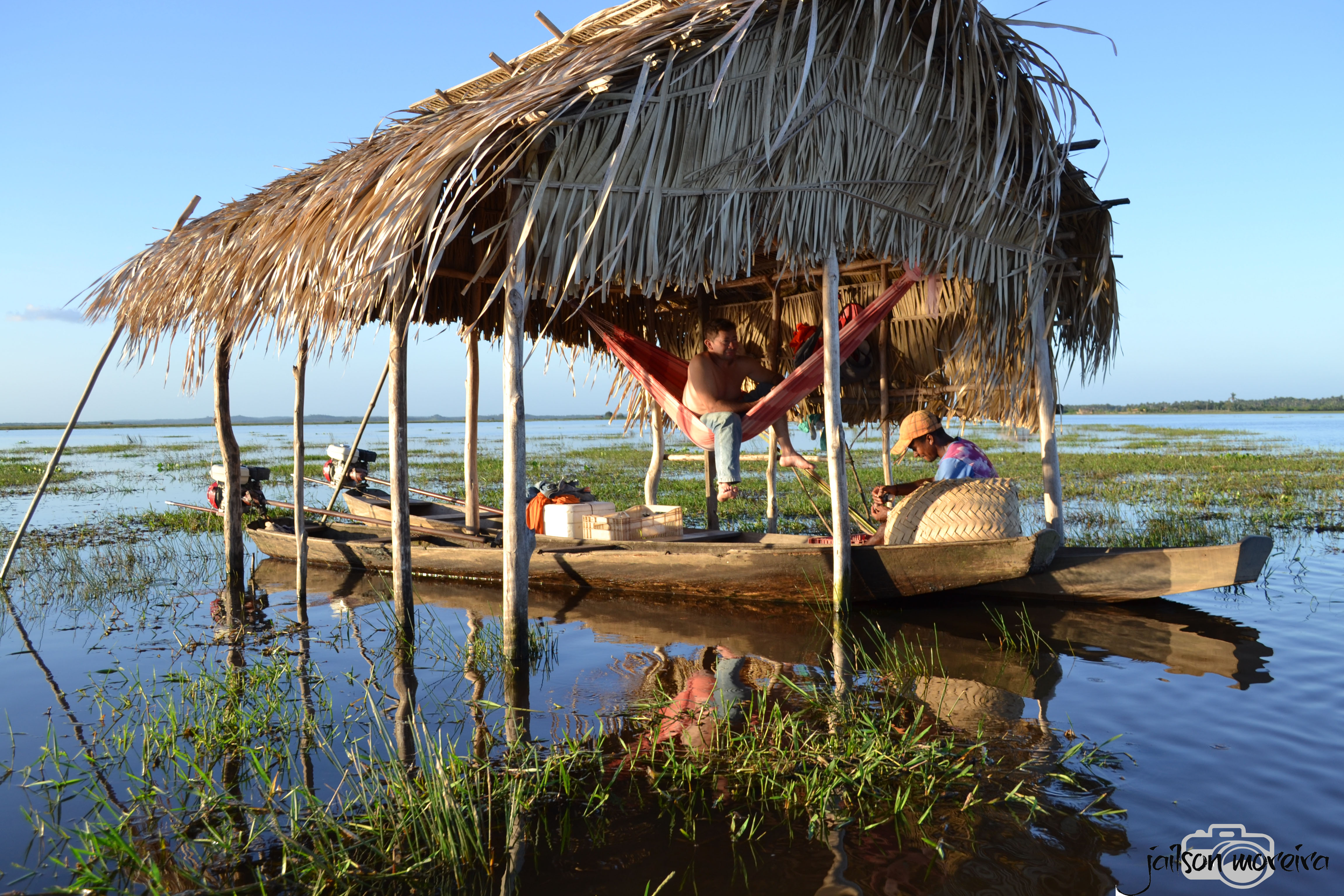
Pescadores no rio Pericumã

A Baixada Maranhense é marcada pelo destaque dos lagos: Açu, Cajari, Formoso e Viana. Outros lagos são Capivari, Lontra, Apuí, Maracassumé, Maracu, Aquiri, Jacaré, Gitiba, Itans, Belém, Coqueiro, Genipapo, Uba, dentre outros.
Os lagos transbordam na época das chuvas, interligando-se por um sistema de canais divagantes que servem como vias de comunicação entre as cidades e os povoados, substituindo parcialmente as estradas. Durante o período seco, o cenário se modifica em grandes extensões de campos ressequidos.
Os lagos recebem água quando os diversos rios e outros lagos sobem anualmente em virtude das cheias periódicas, a armazenam durante o período de inundação e a devolvem em parte para os rios quando seus níveis baixam, em um complexo sistema de "pulsos de inundação".
Na época das chuvas, de dezembro a julho, os campos baixos ficam alagados, restando ilhas de terras firmes e áreas de campos em terreno um pouco elevado, chamadas regionalmente de “teso”.
Além dos campos alagados, há outras vegetações importantes para a caracterização da Baixada: manguezais, babaçuais, matas de galeria e Floresta Amazônica.

## Lagos
Os lagos da Baixada Maranhense funcionam como coletores das águas pluviais e dos rios. No período das chuvas se distribuem em quatro grupos:
- Lagos de Viana - Lago de Viana, Maracaçumé, São José, Cajari, Aquiri, Capivari, Fugidos, Itans, Lontras e Formoso. No período chuvoso esses lagos transbordam inundando os campos que os dividem transformando-se em um imenso lençol líquido - os “mares de Viana” -, após as chuvas, eles dão vazão para o canal de Gibiri e, posteriormente, ao rio Maracu (ou canal do Maracu) que por sua vez deságua no Rio Pindaré.[4]
- Lagos de Pinheiro - Cafundoca, Laguinho, Faveira, Grande, Tarira, Roque e Vitória que também, no período chuvoso, inundam os campos, unindo-se e formando os “mares de Pinheiro”. Esses lagos ao escoarem o fazem direto no Rio Pericumã.[4]
- Lagos de Arari e Anajatuba - da Morte, Laguinho, Muquila, Jaburiú, Açutinga, Égua, Palmeiral e Barriguda. Tal como os lagos já mencionados, eles se unem, também, no período chuvoso e deságuam o excedente hídrico no Igarapé Boqueado que, por sua vez, deságua no Rio Mearim.[4]
- Lagos de Conceição do Lago-Açu - Lago Açu, Itãs, Novo, Carnaúba e Verde, próximo à foz do Rio Grajaú, para o qual deságuam após as cheias.[4]

Além desses, há outros lagos que não fazem parte dos conjuntos citados, como lago do Coqueiro em São João Batista e outros.

## Municípios
Essa região se estende por mais de vinte mil quilômetros quadrados e abrange 21 municípios: Anajatuba, Arari, Bela Vista do Maranhão, Cajari, Conceição do Lago Açu, Igarapé do Meio, Matinha, Monção, Olinda Nova do Maranhão, Palmeirândia, Pedro do Rosário, Penalva, Peri-mirim, Pinheiro (o mais populoso), Presidente Sarney, Santa Helena, São Bento, São João Batista, São Vicente Férrer, Viana e Vitória do Mearim; além Ilha do Caranguejo, na Baía de São Marcos, e, para alguns, o Campo de Perizes, ao sul da Ilha de São Luís, e outras regiões.
| Município               | Área (km²) | População (2022) | IDH (2010) | Densidade (hab/km²) | PIB (2021)    | PIB per capita (2021) |
| ----------------------- | ---------- | ---------------- | ---------- | ------------------- | ------------- | --------------------- |
| Anajatuba               | 942,568    | 25.322           | 0,581      | 26,92               | 207.642.870   | 7.642,36              |
| Arari                   | 1.100,275  | 29.472           | 0,626      | 26,79               | 313.303.333   | 10.438,57             |
| Bela Vista do Maranhão  | 147,954    | 11.750           | 0,554      | 79,42               | 107.575.324   | 9.480,51              |
| Cajari                  | 662,066    | 16.412           | 0,523      | 24,79               | 128.110.730   | 6.562,71              |
| Conceição do Lago-Açu   | 733,228    | 14.915           | 0,512      | 20,55               | 147.232.007   | 8.891,36              |
| Igarapé do Meio         | 368,685    | 13.974           | 0,569      | 37,90               | 370.691.828   | 25.617,96             |
| Matinha                 | 410,632    | 22.034           | 0,619      | 53,66               | 196.784.733   | 8.341,52              |
| Monção                  | 1.245,548  | 27.751           | 0,546      | 22,98               | 257.693.026   | 7.604,26              |
| Olinda Nova do Maranhão | 199,879    | 13.577           | 0,575      | 67,93               | 107.307.081   | 7.169,10              |
| Palmeirândia            | 532,161    | 21.059           | 0,556      | 39,57               | 139.134.541   | 7.012,83              |
| Pedro do Rosário        | 1.753,867  | 24.320           | 0,516      | 13,87               | 157.904.386   | 6.177,79              |
| Penalva                 | 800,916    | 32.511           | 0,554      | 40,59               | 253.791.151   | 6.509,64              |
| Pinheiro                | 1.512,968  | 84.621           | 0,637      | 55,93               | 1.040.054.174 | 12.358,06             |
| Presidente Sarney       | 726,172    | 17.511           | 0,557      | 24,11               | 165.014.830   | 8.586,92              |
| Santa Helena            | 2.191,169  | 41.561           | 0,571      | 18,97               | 358.031.993   | 8.359,57              |
| São Bento               | 458,052    | 46.395           | 0,602      | 101,52              | 312.228.758   | 6.789,21              |
| São João Batista        | 649,956    | 18.544           | 0,598      | 28,53               | 135.624.636   | 6.540,54              |
| São Vicente Ferrer      | 392,874    | 19.498           | 0,592      | 49,50               | 145.781.200   | 6.493,02              |
| Viana                   | 1.166,745  | 51.442           | 0,618      | 44,09               | 490.490.026   | 9.280,44              |
| Vitória do Mearim       | 716,719    | 30.805           | 0,596      | 42,98               | 318.223.554   | 9.656,01              |

## Histórico e Atividades Econômicas

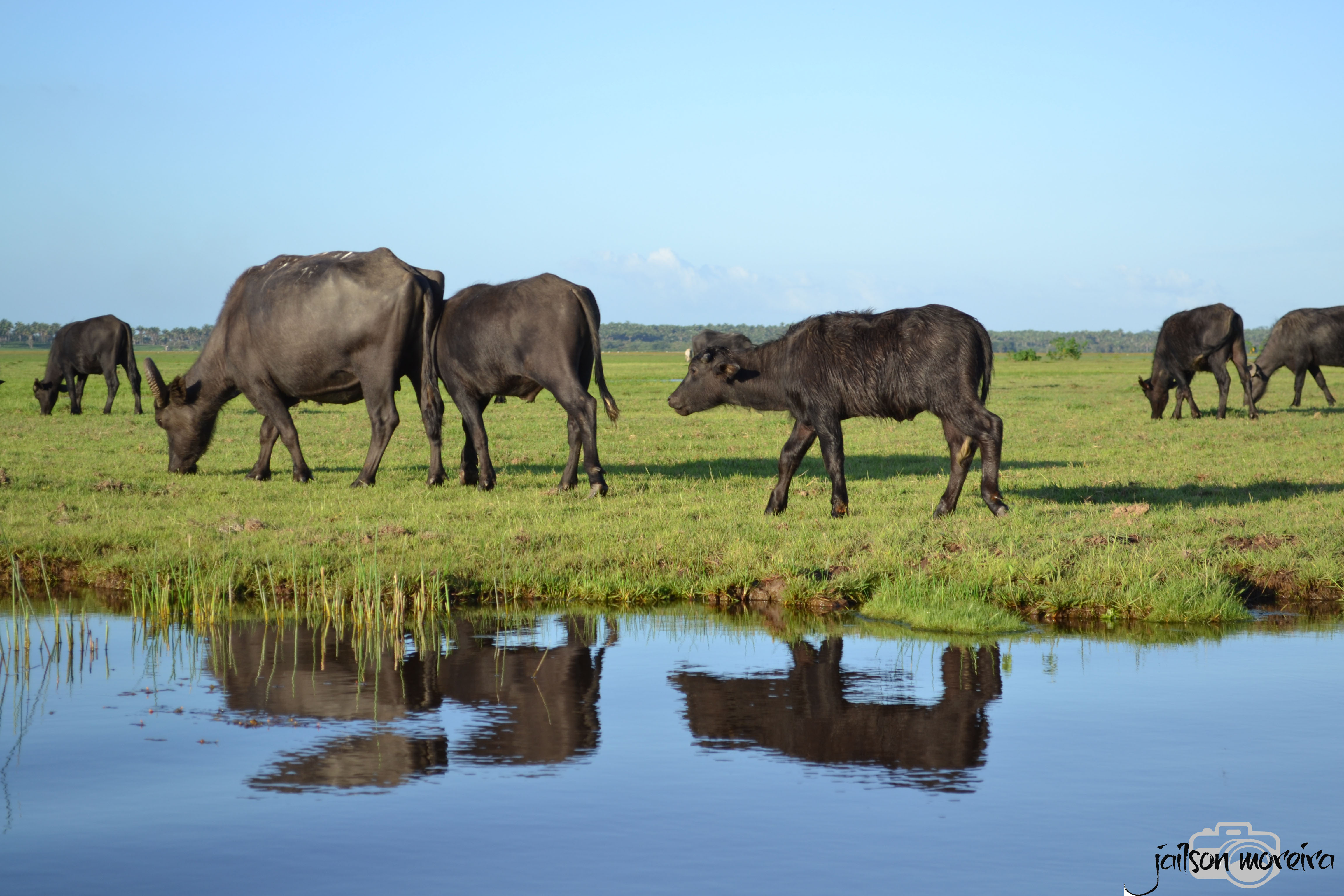
Búfalos no rio Pericumã. A Baixada Maranhense torna o Maranhão o 3º maior rebanho bubalino do Brasil.

O descobrimento da região teria sido no final do século XVIII, e sua colonização começou no início do século XIX por João Alves Pinheiro, que depois de ter partido de Alcântara, sede da capitania de Cumã, fixou residência, e ao redor desse local, foi fundada a vila de São Bento de Bacurituba, em 1833, depois tendo sido fundada a cidade de São Bento e outros municípios.
No século XIX, a Baixada Maranhense era um grande polo produtor de algodão, exportado para a França, Inglaterra e Holanda, produto que depois da independência do Brasil, deixou de ser plantado em grande escala, contribuindo para a decadência do Maranhão.
As principais atividades econômicas apoiam-se nos recursos pesqueiros abundantes nos lagos e rios da região e na pecuária extensiva. Neste setor, a maior concentração de gado é empregada na bubalinocultura, em razão de os búfalos serem os animais mais bem adaptados às condições da região.
A economia da Baixada Maranhense é também é marcada pela subsistência e do extrativismo vegetal (babaçu). A maior parte da água consumida nas cidades da Baixada Maranhense é proveniente dos campos alagados ou de rios como: Pericumã, Mearim, Pindaré.

## Biodiversidade e Conservação

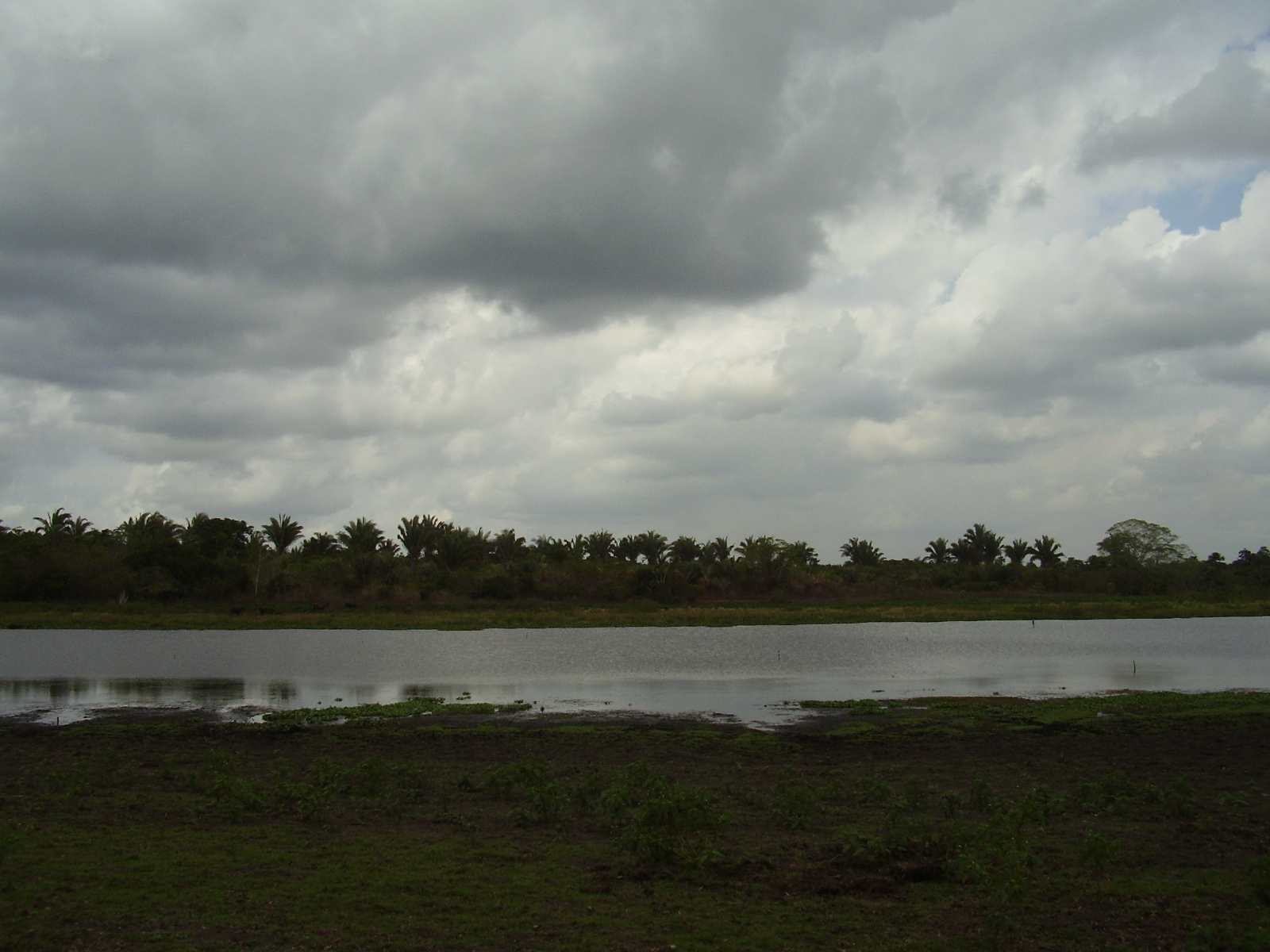
Ilha flutuante no povoado de Sororoca, São Bento, Maranhão, Brasil

A paisagem da baixada maranhense possui alto de grau de vulnerabilidade, por sua condições naturais e atividades econômicas, necessitando da atenção dos órgãos ambientais do estado.
Área de Proteção Ambiental da Baixada Maranhense, criada pelo Decreto estadual n° 11.900, de 11/06/1991, sendo importante para a preservação do peixe-boi (Trichechus manatus'), no Baixo Mearim, espécie ameaçada de extinção, da jaçanã (Jacana jacana), da japiaçoca (Porphyrula martinica), da muçuã ou jurará (Kinosternon scorpioides)) e como refúgio às aves migratórias.[carece de fontes?]
As espécies de maior importância econômica incluem, no estuário: camurim, sardinha e bagre de água salobra, e, nos lagos e rios de água doce: surubim, curimatã, pescada, piaba, traíra, jeju, piranha, mandi, cascudo etc. Há tanto camarões de água salgada/salobra como espécies de água doce.
Há um projeto de construção de diques na Baixada Maranhense, que tem como objetivos: a proteção das áreas mais baixas contra a entrada de água salgada em região de água doce (e a crescente salinização dos lagos e campos); contenção e armazenamento de água doce originária da estação chuvosa nos campos naturais (2000 mm de chuvas entre janeiro e junho); aumento da disponibilidade de água no período de estiagem; projetos de irrigação.
Um dessas barragens seria construída no Canal de Maracu (também chamado de rio Maracu), que liga o lago de Viana ao rio Pindaré, na cidade de Cajari, para impedir a salinização crescente do lago durante a estação seca que se estende de agosto a dezembro. Tais obras necessitam de estudos de impacto ambiental, em razão da complexidade do ecossistema.
Algumas barragens já foram construídas na Baixada, como a Barragem do Lago Cajari, em Penalva, e a do lago Apuí, além de pequenas barragens como as de: Colhereira (lago Aquiri), São Sampari (lago Maracu), Boiciquara (lago de Viana), Gitiba (lago Gitiba), Araçatuba (lago Viana/Laguinho Cajari), Sapo (lago Viana/Maracassumé).

## Galeria

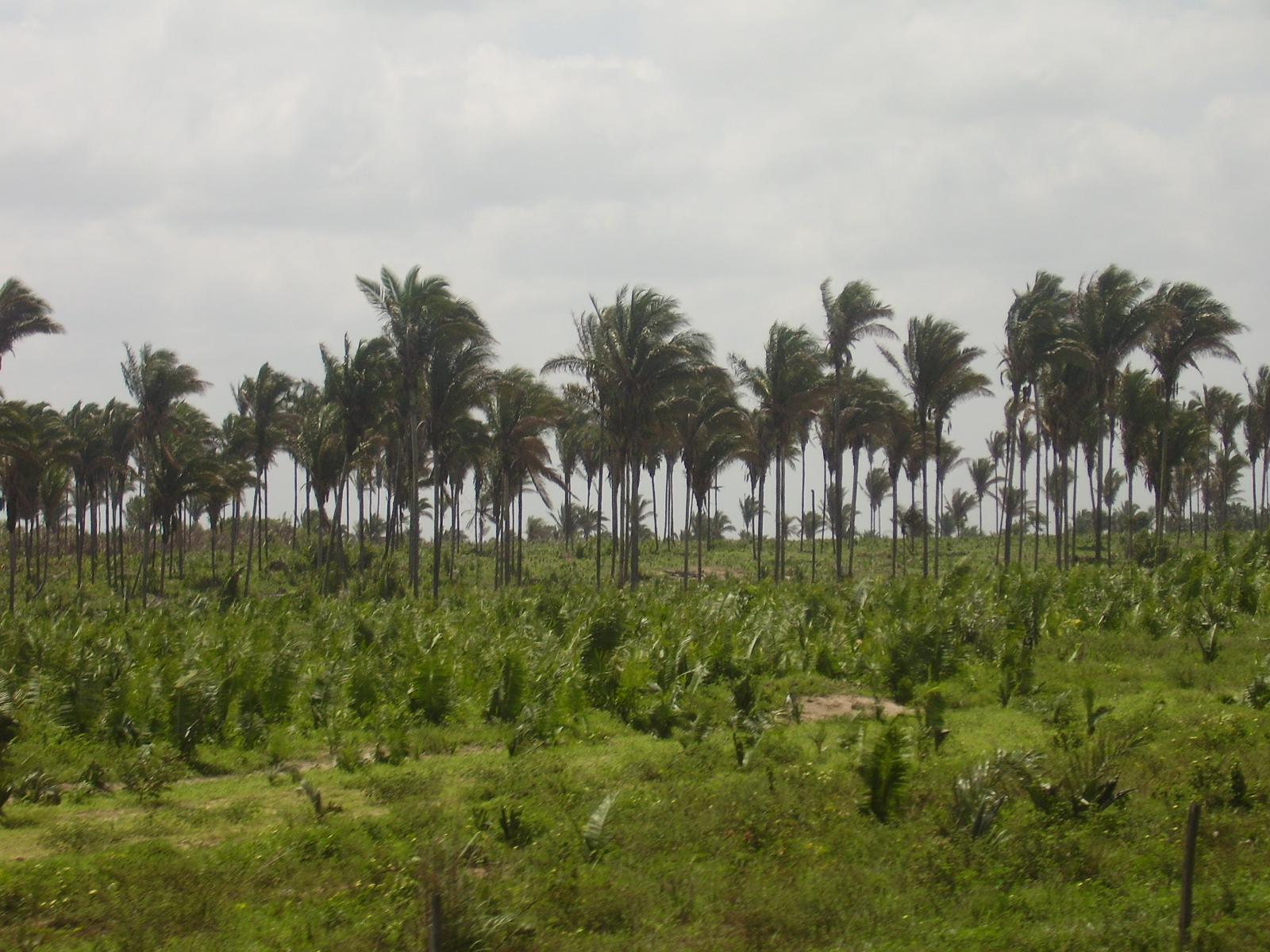
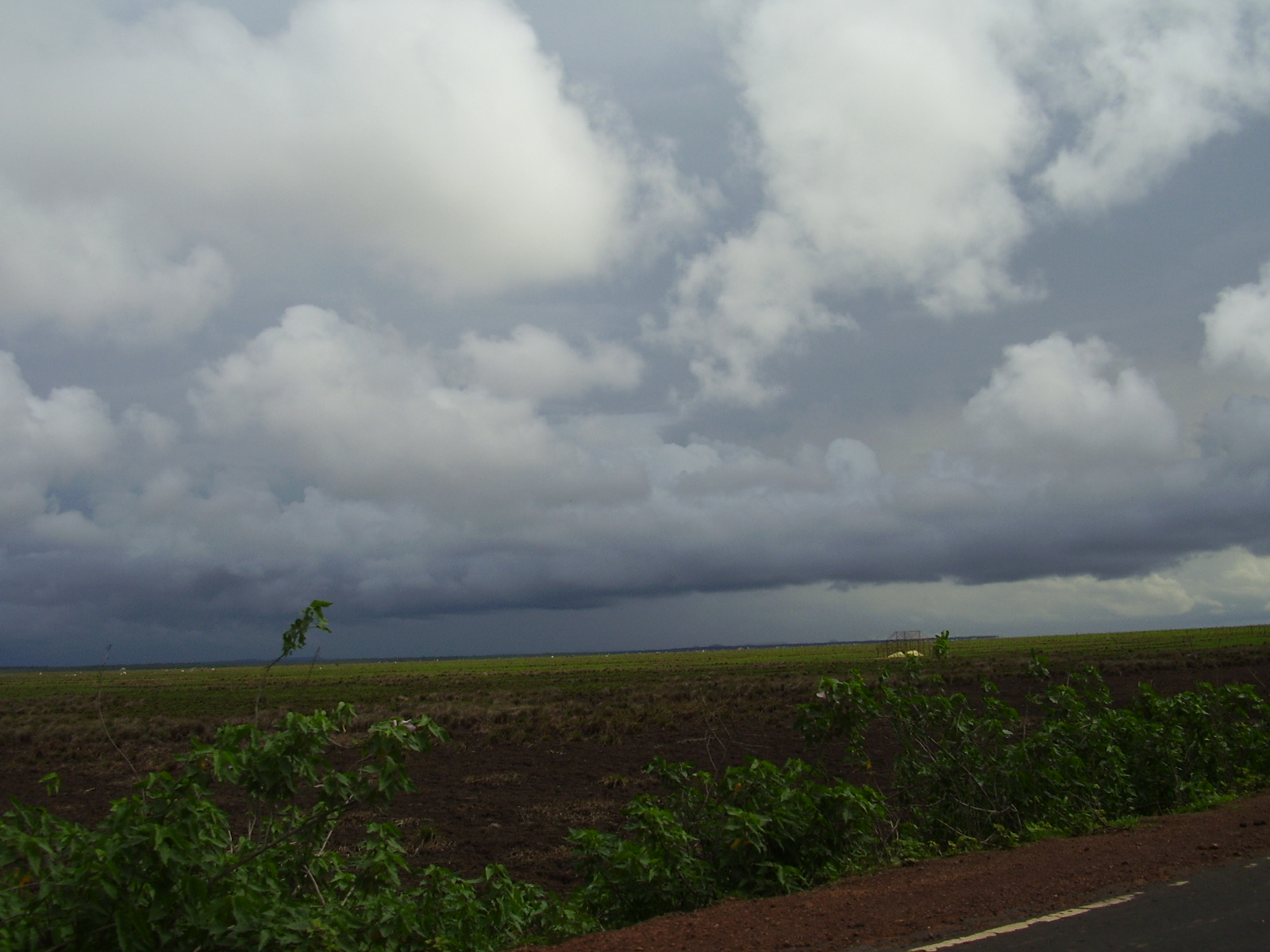
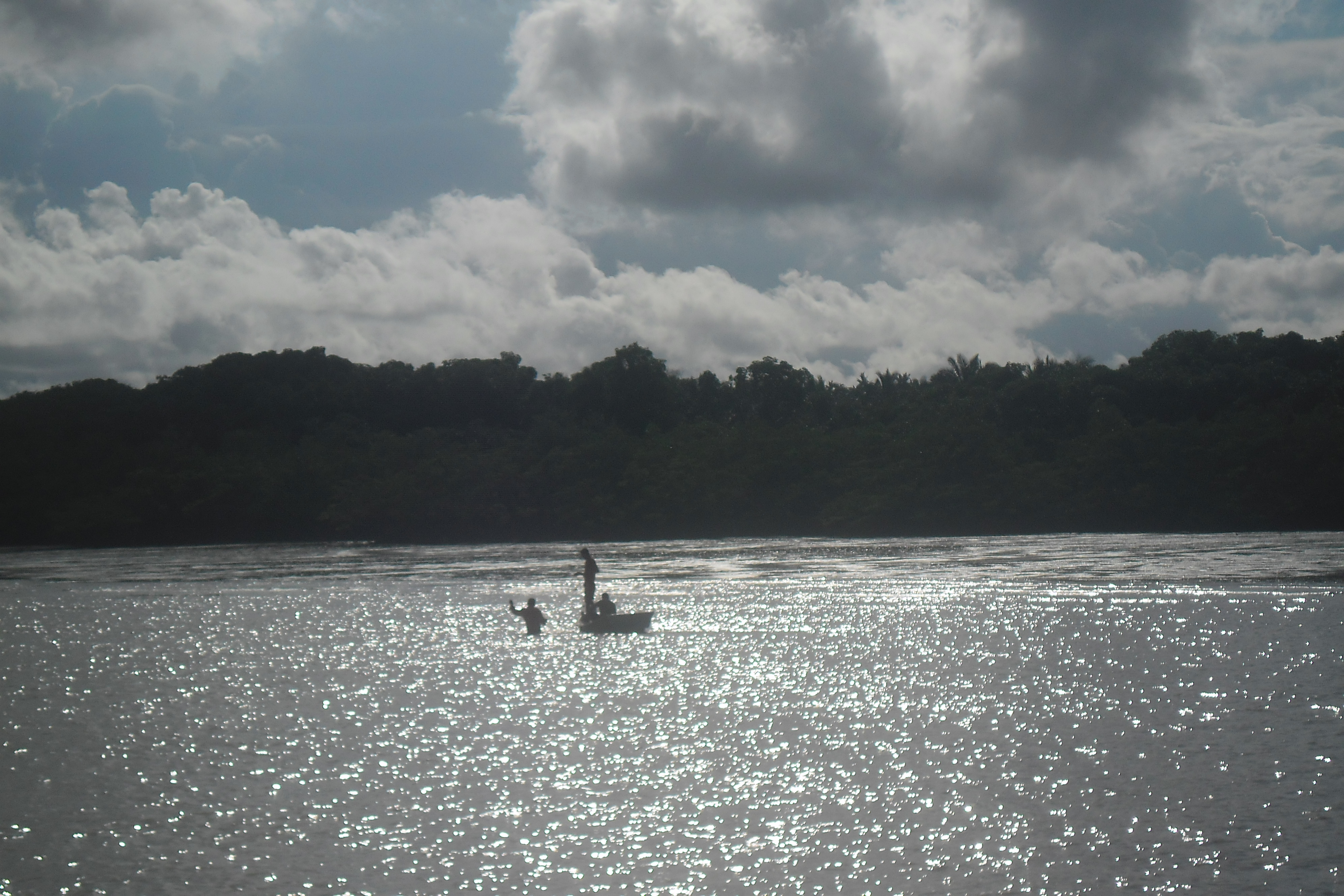
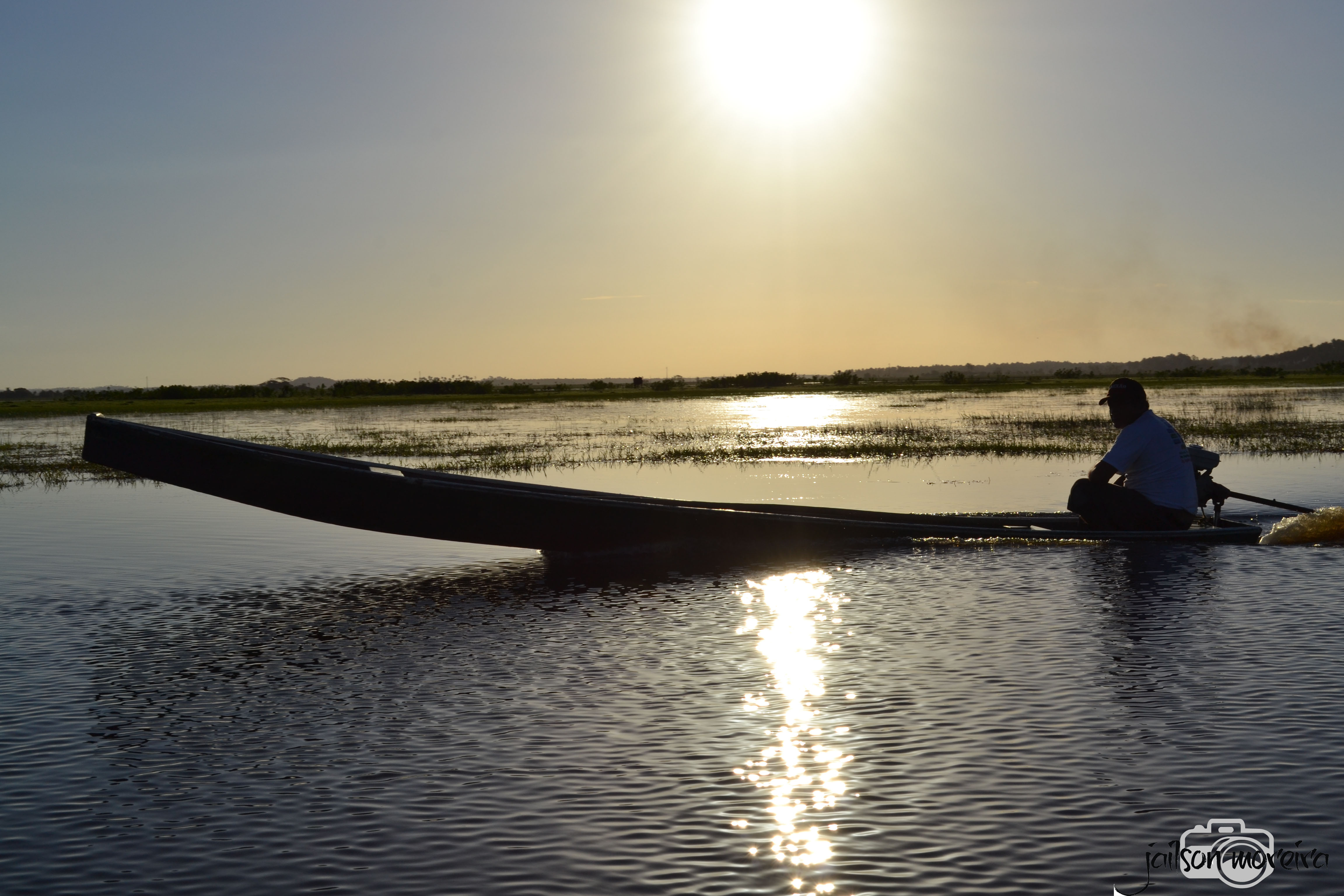
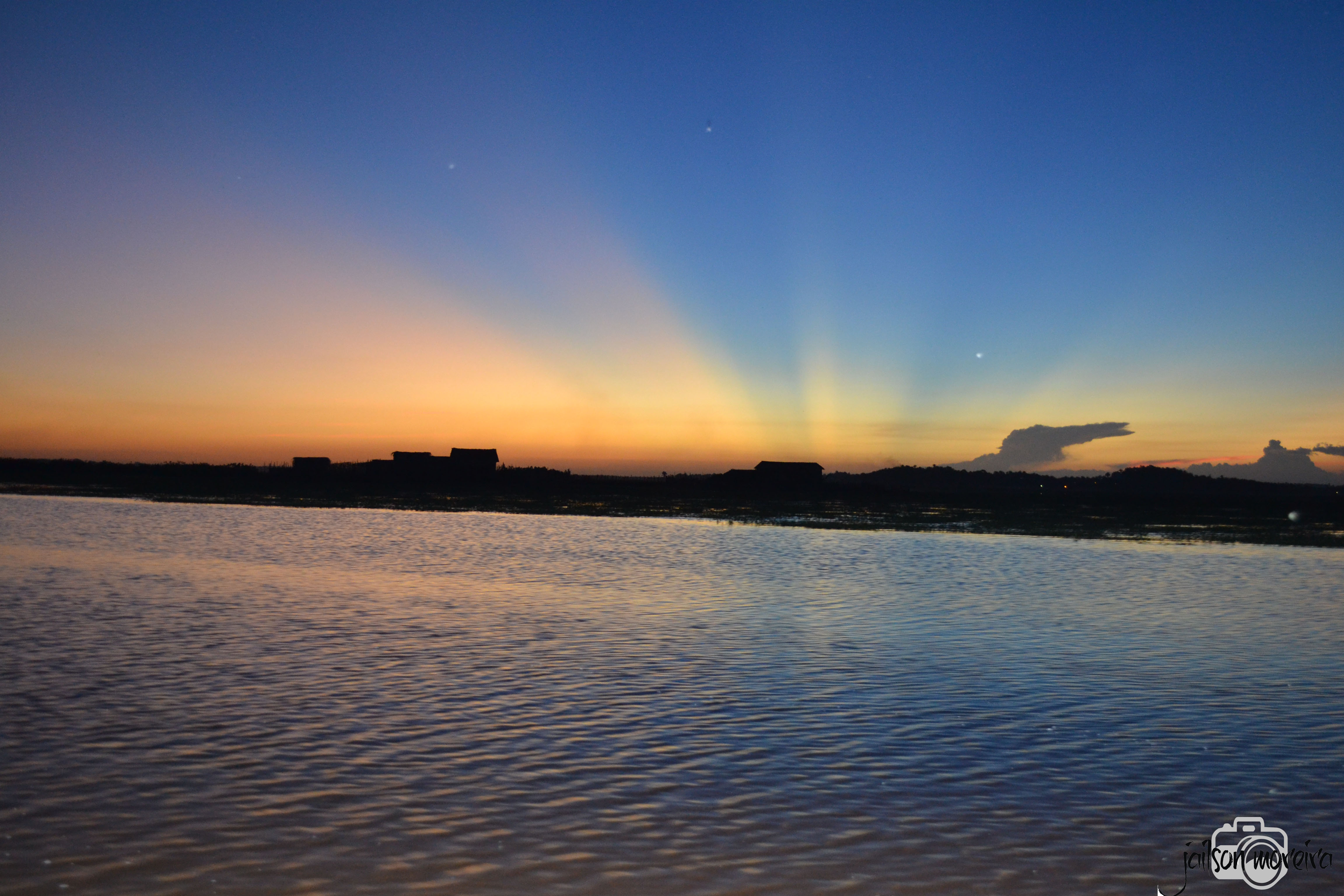
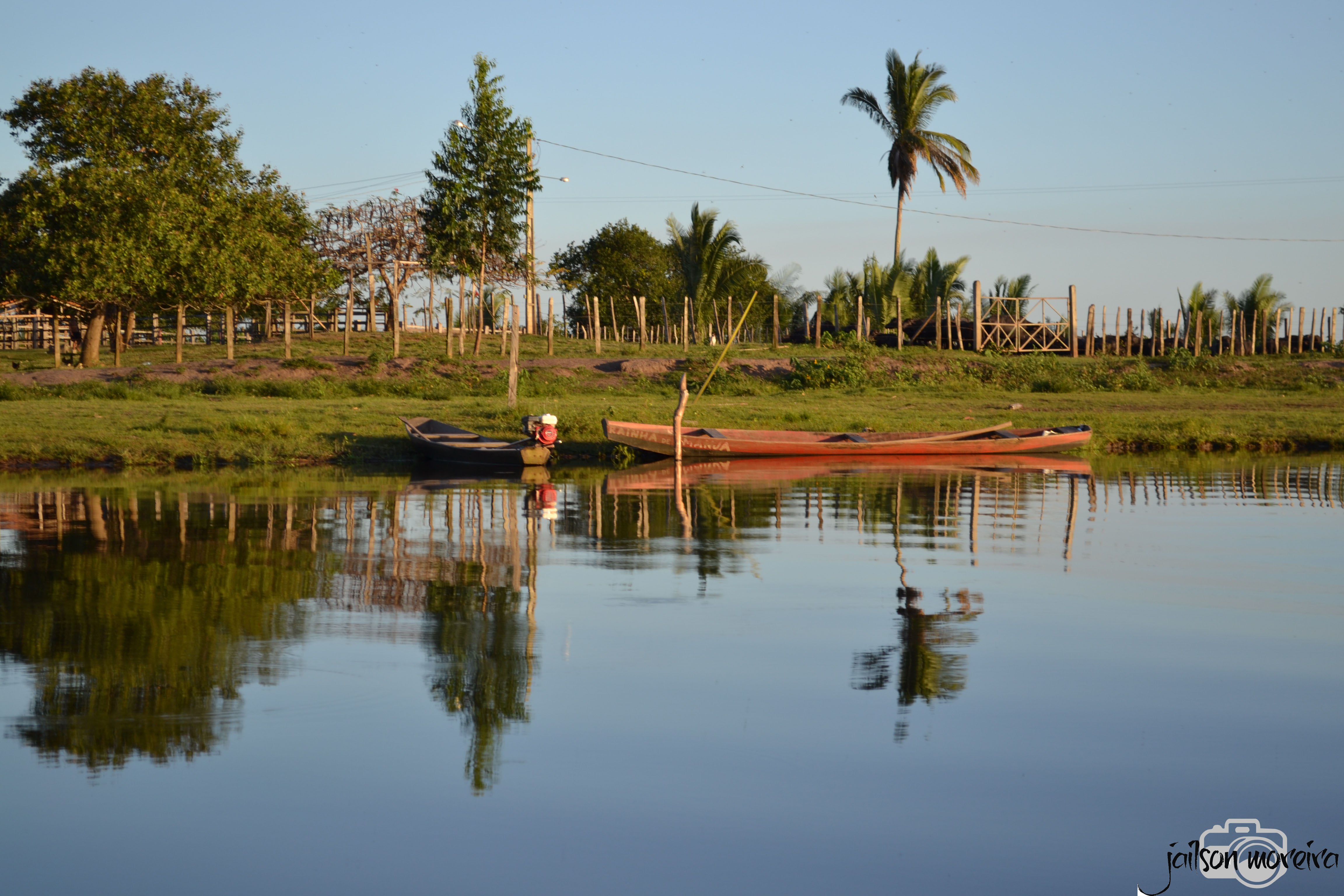
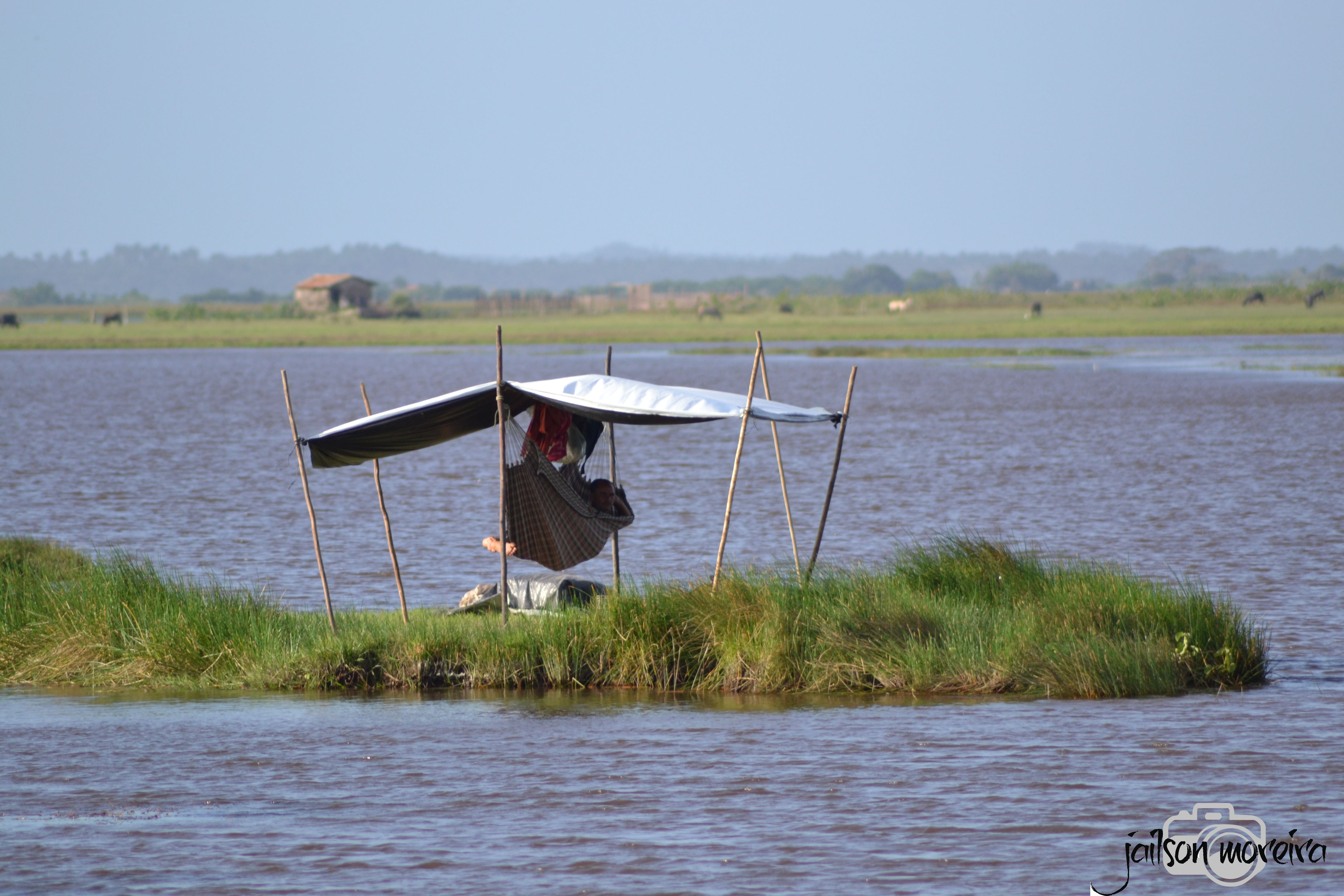
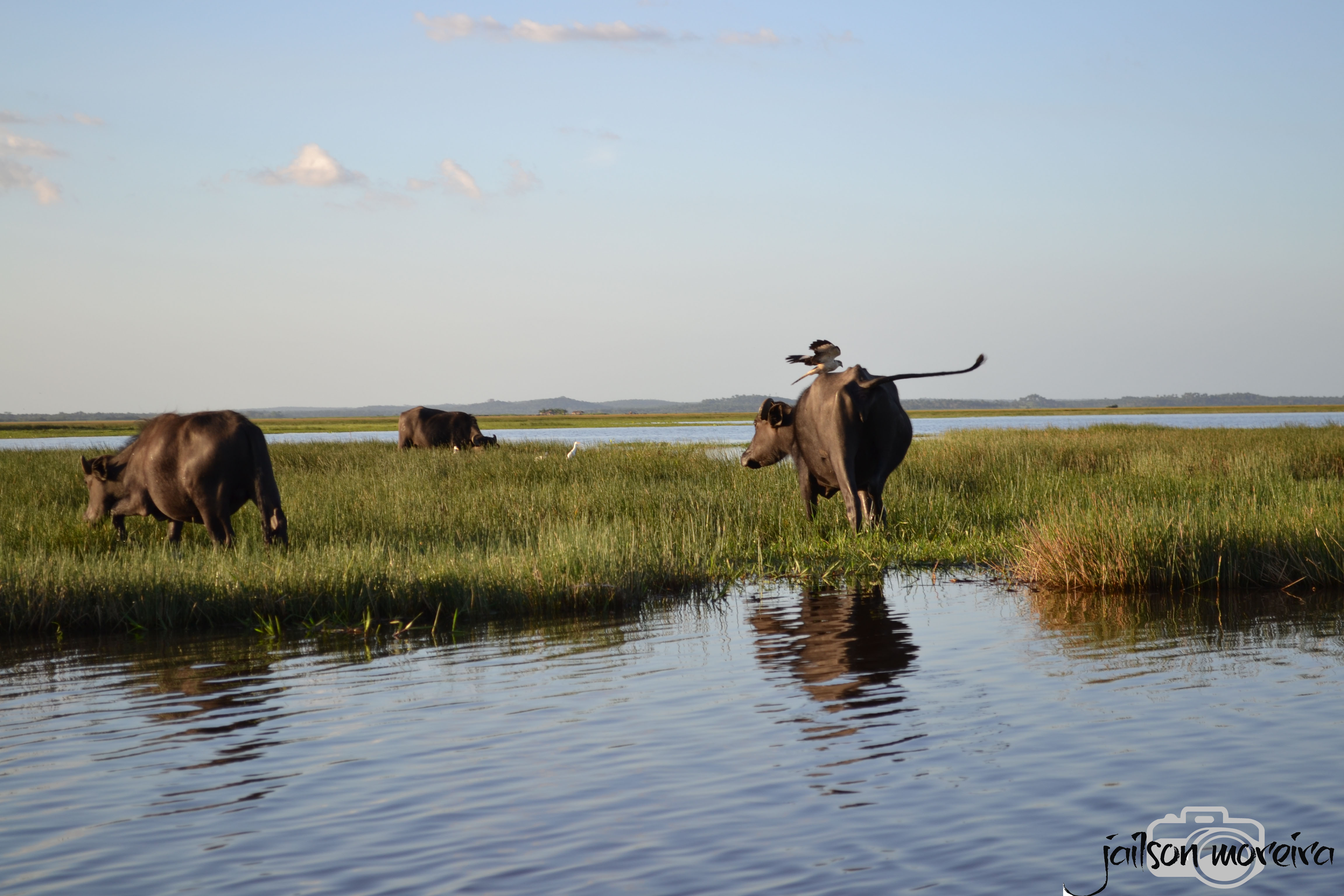